# Mauzé-sur-le-Mignon
Mauzé-sur-le-Mignon là một xã trong tỉnh Deux-Sèvres trong vùng Nouvelle-Aquitaine ở phía tây nước Pháp. Xã này nằm ở khu vực có độ cao từ 6-46 mét trên mực nước biển.